# BabelNet
BabelNet es una red semántica multilingüe y una ontología lexicalizada. BabelNet ha sido creada automáticamente integrando la mayor enciclopedia web multilingüe, Wikipedia, a la base de datos léxica más reconocida del idioma inglés, WordNet. La integración es realizada a través de un mapeo automático, a la vez de llenando los vacíos de idiomas de pocos recursos con la ayuda traductores automáticos. El resultado es un "diccionario enciclopédico" que provee conceptos y entidades lexicalizadas en muchos idiomas y conectadas a través vastas relaciones semánticas. Similarmente a WordNet, BabelNet agrupa palabras de distintos idiomas en conjuntos de sinónimos, llamados Babel synsets. Para cada Babel synset, BabelNet provee pequeñas definiciones (llamados glosses) en muchos idiomas obtenidos tanto de WordNet como de Wikipedia.

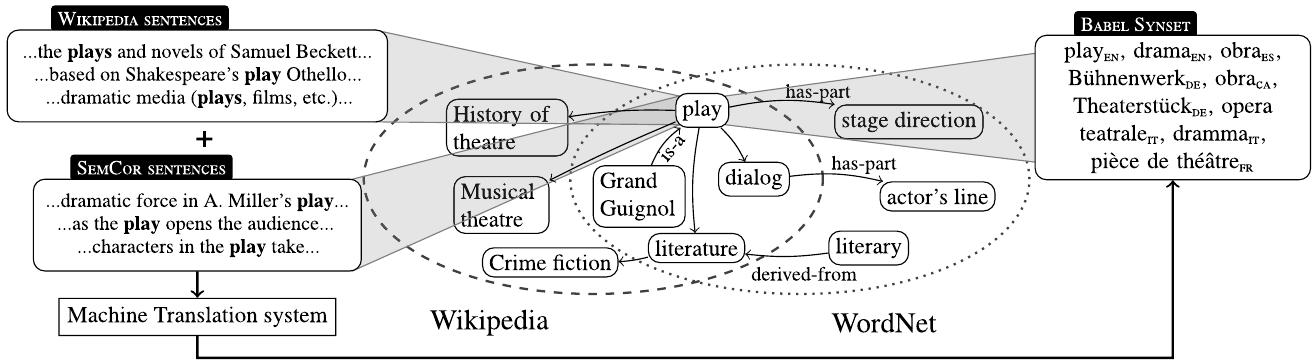
BabelNet es una red semántica multilingüe creada a partir de la integración de WordNet y Wikipedia.

## Estadísticas de BabelNet
En agosto de 2016, BabelNet (version 3.7) cubría 271 idiomas, incluyendo todos los idiomas europeos, muchos idiomas asiáticos, y Latín. BabelNet 3.7 contiene más de 13 millones de synsets and alrededor de 745 millones de acepciones (independientemente de su idioma). Cada Babel synset contiene 5.5 sinónimos (o acepciones), en promedio, en cualquier idioma. La red semántica incluye todas las relaciones léxicas y semánticas de WordNet (hiperonimia e hipónimia, meronimia and holonimia, antonomía y sinonimia, etc., totalizando alrededor de 364.000 relaciones) así como una relación subespecificada de Wikipedia (totalizando alrededor de 380 millones de relaciones). La Versión 3.7 también posee 11 millones de imágenes asociadas a los Babel synsets y provee una versión en Lemon RDF.

## Aplicaciones
BabelNet ha sido utilizada en aplicaciones de Procesamiento del Lenguaje Natural multilingües. El conocimiento lexicalizado que se encuentra disponible en BabelNet ha sido utilizado para obtener los mejores resultados conocidos hasta el momento en Similitud semántica y Desambiguación multilingüe.